# Adrianna Topolnicka
Adrianna Topolnicka (z d. Czapla, ur. 4 lipca 1999) – polska lekkoatletka specjalizująca się w biegach średniodystansowych. Medalistka olimpijskiego festiwalu młodzieży Europy oraz mistrzostw Polski.

## Osiągnięcia
Opracowano na podstawie:
| Rok  | Impreza                                    | Miejsce   | Konkurencja   | Pozycja    | Wynik   |
| ---- | ------------------------------------------ | --------- | ------------- | ---------- | ------- |
| 2015 | Letni olimpijski festiwal młodzieży Europy | Tbilisi   | bieg na 800 m | 3. miejsce | 2:08,84 |
| 2016 | Mistrzostwa Europy juniorów młodszych      | Tbilisi   | bieg na 800 m | 5. miejsce | 2:09,77 |
| 2016 | Mistrzostwa świata juniorów                | Bydgoszcz | bieg na 800 m | półfinał   | 2:11,44 |
| 2021 | Młodzieżowe mistrzostwa Europy             | Tallinn   | bieg na 800 m | finał      | DNF     |
| 2022 | Mistrzostwa Europy                         | Monachium | bieg na 800 m | półfinał   | 2:04,15 |

Rekord życiowy:
- bieg na 800 metrów – 1:59,86 (6 sierpnia 2022, Chorzów).